# 1807年6月6日日食
1807年6月6日日食为一次在协调世界时1807年6月6日出現的全環食。該次日食食分為1.0055，食甚維持0分38秒。

## 概述
這次日食的食分是1.0055，全環食維持0分38秒。

## 基本參數
- 類型：全環食
- 食甚資料：
  - 日期：1807年6月6日
  - 時間：5時18分31秒
  - 地點：5S 100E
  - 食分：1.0055
  - 日全環食持續時間：0分38秒

## 外部連結
- NASA日食專頁（页面存档备份，存于）（英文）